# Jérôme Fernandez
Jérôme Fernandez (Cenon, 7 maart 1977) is een Frans handballer. Hij is 1.99 m lang en weegt 106 kg. Hij is aanvoerder van het Franse handbalteam sinds 2008. Fernandez is ook topscorer aller tijden van het Franse team.

## Loopbaan
Fernandez maakte zijn professionele debuut bij Toulouse Union HB gecoacht door Claude Onesta. Hij won zijn eerste grote prijs in 2000, door Montpellier HB met 27-20 te verslaan. Het seizoen daarop vertrok hij naar Montpellier HB. Daar werd hij tweemaal landskampioen en won hij tweemaal de beker. In 2002 koos Fernandez voor een buitenlands avontuur, hij vertrok in 2002-2003 naar FC Barcelona Handbol. In zijn eerste jaar werd hij gelijk al Spaans kampioen en wonnen de EHF Cup, door te winnen van het Russische Dynamo Astrachan Lukoil. Door het winnen van de EHF Cup was FC Barcelona Handbol geplaatst voor de Europese Supercup, die ook werd gewonnen van Valladolid met 30-29.

## Erelijst

### Clubs

#### Nationaal
- Frans landskampioen (2): 2000, 2002
- Franse beker (4): 1998, 2000, 2001, 2002
- Spaans landskampioen (4): 2003, 2006, 2009, 2010
- Spaanse beker (2): 2004, 2007
- Spaanse supercup (2): 2004, 2007

#### Internationaal
- EHF Champions League (2): 2005, 2009
- EHF Cup (1): 2003
- Europese Supercup

### Met Frankrijk
| Mondiaal          |    |                        |
| Olympische Spelen | 2x | (2008), (2012)         |
| WK handbal        | 3x | (2001), (2009), (2011) |
| EK handbal        | 3x | (2006), (2008), (2010) |

| Logo van de Olympische Spelen | Goud | Zilver | Brons | Logo van de Olympische Spelen |
|                               | 2    | 0      | 0     |                               |

2. Jérôme Fernandez ·
3. Didier Dinart ·
4. Cédric Burdet ·
5. Guillaume Gille ·
6. Bertrand Gille ·
8. Daniel Narcisse ·
11. Olivier Girault ·
12. Daouda Karaboué ·
13. Nikola Karabatić ·
14. Cristophe Kempe ·
16. Thierry Omeyer ·
18. Joël Abati ·
19. Luc Abalo ·
21. Michaël Guigou ·
26. Cédric Paty ·
Coach: Claude Onesta
2. Jérôme Fernandez ·
3. Didier Dinart ·
4. Xavier Barachet ·
5. Guillaume Gille ·
6. Bertrand Gille ·
8. Daniel Narcisse ·
9. Guillaume Joli ·
11. Samuel Honrubia ·
12. Daouda Karaboué ·
13. Nikola Karabatić ·
16. Thierry Omeyer ·
18. William Accambray ·
19. Luc Abalo ·
20. Cédric Sorhaindo ·
21. Michaël Guigou ·
Coach: Claude Onesta
1. Cyril Dumoulin ·
2. Jérôme Fernandez ·
4. Xavier Barachet ·
7. Igor Anić ·
8. Daniel Narcisse ·
9. Guillaume Joli ·
10. Alix Nyokas ·
11. Samuel Honrubia ·
13. Nikola Karabatić ·
14. Kentin Mahé ·
15. Mathieu Grébille ·
16. Thierry Omeyer ·
18. William Accambray ·
20. Cédric Sorhaindo ·
21. Michaël Guigou ·
22. Luka Karabatić ·
28. Valentin Porte ·
Coach: Claude Onesta